# Otto Linzel

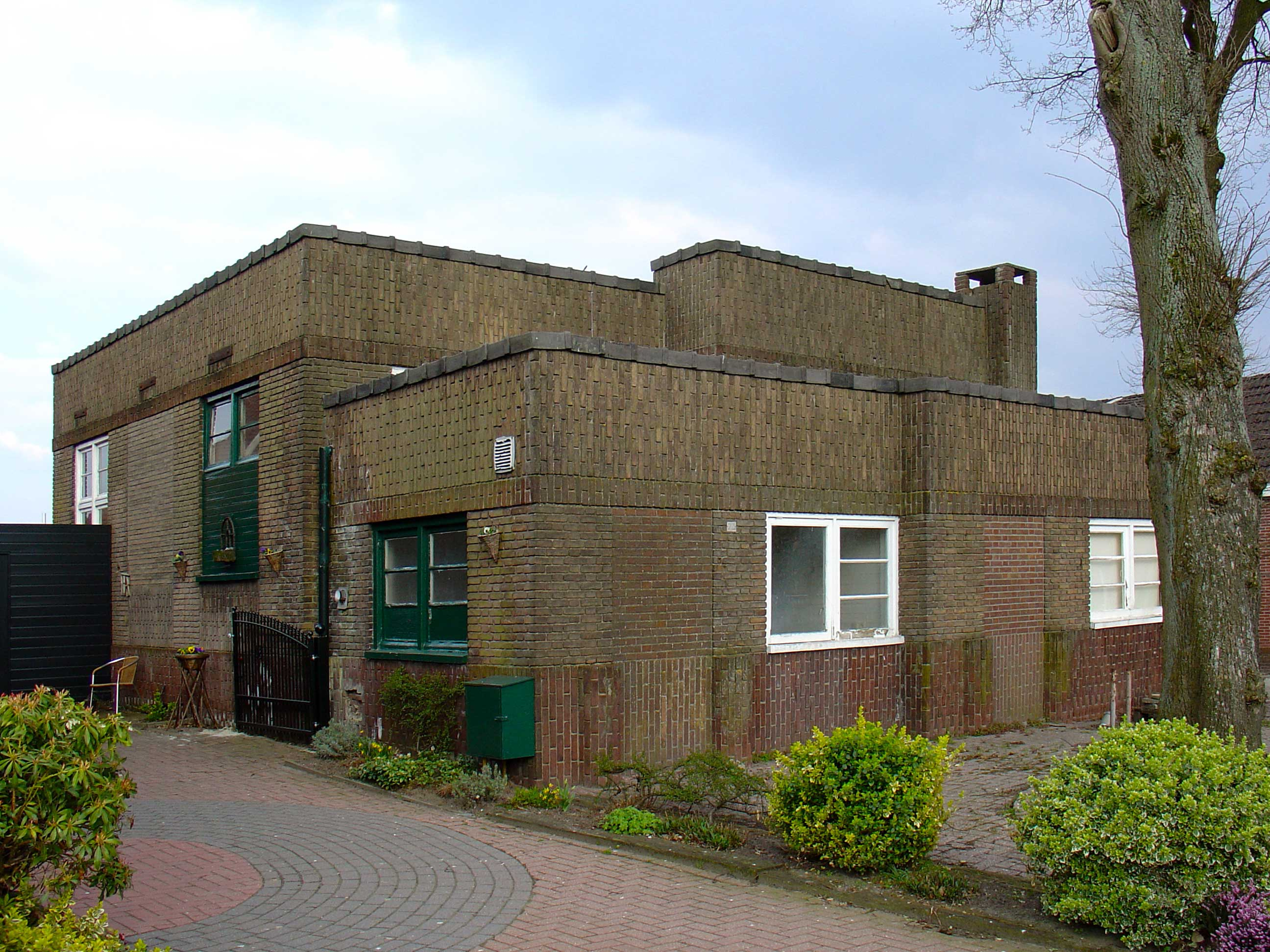
Het vermoedelijk door Linzel ontworpen slachthuis aan de Oosterstraat te Stadskanaal

Otto Linzel (Stadskanaal, 19 december 1883 – Ede, 17 februari 1977) was een Nederlands architect.

## Leven en werk
Linzel was een zoon van de aannemer Jan Linzel en Marchien van der Borgh. Hij werd benoemd tot gemeentearchitect van de toenmalige gemeente Onstwedde. Hij is de vermoedelijke ontwerper van het, in 1925 in de stijl van de Amsterdamse School gebouwde, slachthuis aan de Oosterstraat in Stadskanaal (zie afbeelding).
Als gemeentearchitect raakte hij in 1928 betrokken bij een omvangrijk corruptieschandaal in de gemeente Onstwedde. Hij werd met ingang van 28 juni 1928 ontslagen als gemeentearchitect. Vanwege het vervalsen van loonstaten werd hij door het gerechtshof Leeuwarden in hoger beroep veroordeeld tot een gevangenisstraf van vijf maanden (de eis was negen maanden). In 1930 werd hem gratie verleend. Ook zijn broer, aannemer en gemeenteraadslid Christoffer Linzel, was bij deze zaak betrokken. Deze broer werd ontslagen als raadslid. De kwestie leidde ook tot het aftreden van de toenmalige burgemeester van Onstwedde, Klaas van Sevenhoven. Linzel vestigde zich na deze affaire als aannemer in Soest. Hij werd als gemeentearchitect van Onstwedde opgevolgd door Jacob Meinen, die als opzichter van gemeentewerken getuige was geweest  bij de behandeling van zijn rechtszaak bij het gerechtshof te Leeuwarden.
Linzel trouwde op 1 november 1910 in de gemeente Onstwedde met Harmina Moorlag, dochter van de landbouwer Harm Moorlag en Tjaardina Roelfina Rouppé. Hij overleed in februari 1977 op 93-jarige leeftijd in Ede. Hij was de vader van de Engelandvaarder en piloot Jan Linzel (niet te verwarren met een van diens gelijknamige neven (Otto's oomzeggers) Jan Linzel, de zoon van Otto’s broer Herman (1886-1955), die ook Engelandvaarder was, in Groot-Brittannië commando werd en na de oorlog generaal).